# Hibonita
La hibonita es un mineral de la clase de los minerales óxidos, y dentro de esta pertenece al llamado "grupo de la magnetoplumbita". Fue descubierta por Paul Hibon en 1956 en el distrito de Amboasary (Madagascar), siendo nombrada así por el apellido de su descubridor.

## Características químicas
Es un óxido de aluminio, calcio y cerio, pero que es tan frecuente que el primero esté sustituido total o parcialmente por titanio o magnesio que la Asociación Mineralógica Internacional considera en sus últimas clasificaciones a estos cinco metales como consittuyentes de su fórmula. El grupo de la magnetoplumbita en el que se encuadra son todos óxidos complejos de varios metales, que cristalográficamente están ralacionados con el corindón o la espinela.
Además de los elementos de su fórmula, suele llevar como impurezas: hierro y silicio.

## Formación y yacimientos
Aparece como secundario en rocas metamórficas, tales como calizas metamorfizadas, piroxenita, gneiss y rocas granuladas con anfibolita o facies de granulita. También se ha encontrado en sedimentos aluviales.
Es un mineral accesorio muy común en inclusiones ricas en calcio y aluminio en algunas condrita carbonatadas.
Suele encontrarse asociado a otros minerales como: plagioclasa cálcica, corindón, espinela, torianita, titanita, anortita, grosularia, zoisita, clinozoisita, vesuvianita, hercynita, andalucita, cianita, diópsido, rutilo o magnetita.